# Ibijoke Faborode
Ibijoke Faborode est la cofondatrice et PDG de l'organisation à but non lucratif nigériane ElectHER.

## Biographie
Faborode naît dans l'État d'Osun au Nigéria. Son père est Micheal Faborode, vice-chancelier de l'Université Obafemi Awolowo.

### Études et formations
Elle est titulaire d'une licence en histoire et relations internationales de l'Université Obafemi Awolowo, d'un master en gestion de projet de l'École de management de Normandie et d'un master en Social Business et Entrepreneuriat de la London School of Economics,.

### Parcours politique
Elle travaille pour le ministère britannique des Affaires étrangères et du Commonwealth, dirigeant les relations politiques, commerciales et d'investissement en Afrique de l'Ouest. Elle gère également des campagnes de communication pour les gouvernements et les marques et travaille en tant que responsable régionale du développement commercial pour l'Afrique subsaharienne pour The Africa Report,.
Après que les élections générales nigérianes de 2019 n'aboutissent qu'à 4 % de candidates féminines, Faborode fonde ElectHER pour augmenter le nombre de femmes au gouvernement. Elle dirige également la première application mobile africaine d’analyse des données électorales.

## Prix et distinctions
- 2019 : One Young World 2019 MFA néerlandais[2]
- 2019 : Nommée de la fonction publique pour les Future Awards Africa[2]
- 2022 : 100 femmes (BBC)[5]
- 2023 : les 18 militants mondiaux à surveiller selon Global Citizen[6]